# Burgsvik
Burgsvik ist ein Ort (tätort) auf der schwedischen Insel Gotland in der Provinz Gotlands län und der historischen Provinz Gotland.
Der Ort in der Gemeinde Gotland liegt im südlichen Teil der Insel mit interessanten geologischen Strukturen. Im Jahr 2015 zählte er 335 Einwohner.
In Burgsvik sind seit etwa 500 Jahren Steinmetzbetriebe ansässig, die unter anderem Schleifsteine herstellen. Den heimischen Rohstoff liefern die Sandsteinbrüche bei Kättelvik.

## Persönlichkeiten
- Jårg Geismar (* 19. Januar 1958 in Burgsvik; † 26. Februar 2019 in Essen) war ein deutscher Künstler.